# Garyp
Garyp est un village situé dans la commune néerlandaise de Tytsjerksteradiel, dans la province de la Frise. Son nom en néerlandais est Garijp. Le 1er janvier 2009, le village comptait 1 922 habitants.